# Problepsis subreferta
Problepsis subreferta là một loài bướm đêm trong họ Geometridae.